# متسوتادا إيكيدا
متسوتادا إيكيدا (باليابانية: 池田 光忠) (مواليد 18 يونيو 1984)، هو لاعب كرة قدم كان يلعب كلاعب وسط.